# Закон о гражданстве Бутана (1985)
Закон о гражданстве Бутана (1985) — закон, регулирующий приобретение, передачу и прекращение гражданства Бутана. Из-за акцента на бутанской культуре этот закон также называется «Закон об единой нации, едином народе» (англ. One Nation, One People Act).

## История
Закон о гражданстве Бутана 1985 года принят Друк Гьялпо Джигме Сингье Вангчуком 10 июня 1985 года, изменив определение гражданина Бутана. Закон реализован в рамках новой национальной политики Дриглам Намжа, национальных обычаев и этикета. Закон 1985 года изменён Законом об иммиграции 2007 года, а затем заменён в 2008 году Конституцией Бутана, поскольку предыдущие законы являлись противоречивыми.

## Положения Закона
Первая статья Закона содержит название, дату вступления в силу и положение о замене любых противоречащих законов, принятых ранее, касающиеся гражданства. А именно, этот закон заменил закон о гражданстве 1958 года и поправки 1977 года..

## Гражданство
Вторая статья Закона устанавливает получение гражданства Бутана теми, чьи родители являются гражданами Бутана. Эта статья является примером jus sanguinis или закона о гражданстве, основанного на крови. Статья гарантирует гражданство детям двух граждан Бутана по праву.
Третья статья Закона предусматривает гражданство путём регистрации. Гражданство предоставляется лицам, которые доказывают, что они «постоянно проживали» в Бутане к 31 декабрю 1958 года и что их имя зарегистрировано в ежегодном реестре переписи. Статья гарантирует гражданство путём регистрации в качестве права для тех, кто соответствует требованиям постоянного проживания и регистрации.

## Натурализация
Четвёртая статья Закона обеспечивает материальную и процессуальную основу для натурализации. Статья требует от заявителей подать заявки (формы KA-1 и KA-2, запрашивающие общую биографическую и биометрическую информацию) для получения права на натурализацию. Заявители, имеющие одного родителя гражданина Бутана, должны быть не моложе 15 лет и должны проживать в Бутане не менее 15 лет, как указано в реестре переписи. Заявители, не являющиеся гражданами Бутана, должны быть не моложе 21 года и должны проживать в Бутане не менее 20 лет, как указано в реестре переписей, за исключением государственных служащих, от которых требуется 15-летнее проживание. Все заявители должны продемонстрировать здравый смысл; способность умело говорить, читать и писать на дзонг-кэ; хорошее знание культуры, обычаев, традиций и истории Бутана; отсутствие каких-либо отчётов о тюремном заключении за уголовные преступления в Бутане или в других местах; отсутствие записей о том, что они выступали или действовали против короля, страны или народа Бутана и наконец, готовность принять торжественную клятву верности королю, стране и народу Бутана. После подачи форм заявителя Министерство внутренних дел проводит письменные и устные тесты для оценки знаний заявителей в дзонг-кэ и знаниях культуры, обычаев, традиций и истории Бутана. Решение Министерства внутренних дел по вопросу о праве на натурализацию считается как «окончательное и обязательное». Правительство также оставляет за собой право «отклонить любую заявку на получение гражданства без объяснения причин».
Пятая статья Закона требует от заявителей принять присягу на верность королю.

## Лишение гражданства
Шестая статья Закона касается лишения гражданства. Предусматривается, что граждане Бутана, которые приобрели иностранное гражданство, перестают быть гражданами Бутана. Супруги и дети таких лиц, если они сами являются гражданами Бутана, имеют право оставаться гражданами, если они постоянно проживают в Бутане и ежегодно регистрируются в Регистре гражданства, который ведется Министерством внутренних дел.
Статья также предусматривает, что правительство может лишить натурализованных граждан Бутана их гражданства в любое время, если оно обнаружит, что натурализация была получена мошенническим путём, предоставлением ложной информации или сокрытием какого-либо существенного факта. В том числе правительство может лишить натурализованных граждан Бутана их гражданства в любое время, если оно обнаружит, что это лицо каким-либо актом или речью проявило нелояльность по отношению к королю, стране или народу Бутана.
Кроме того, статья предусматривает, что дети двух бутанских родителей могут быть лишены гражданства, если их имена также не будут зарегистрированы в реестре гражданства, который ведется в министерстве внутренних дел (Резолюция № 16 (2), принятая Национальным собранием Бутана на его 62-й сессии).
Наконец, шестая статья предусматривает, что, когда правительство лишает бутанцев их гражданства, они должны распорядиться всей недвижимой собственностью в Бутане в течение одного года, в противном случае имущество конфискуется министерством внутренних дел при выплате справедливой и разумной компенсации.

## Осуществление Закона о гражданстве от 1985 года
Первая общенациональная перепись проведена в 1988 году. Самой большой группой в стране, затронутой правоприменением, были люди лхоцампа; эта группа, обобщенный термин для лиц непальского происхождения, составляла 43 % от общей численности населения Бутана в 1988 году, включая всех нелегалов. Бутанские силы безопасности перебрались через южные районы страны, где проживает большинство лхоцампа, вынудив их покинуть свои дома и пересечь южные границы.
Поскольку большинство изгнанных людей не говорили на дзонг-кэ, они были классифицированы как нелегалы, и поэтому могли быть высланы из страны. В общей сложности от 100 000 до 150 000 человек, 1/6 населения Бутана в 1988 году, оказались в Непале.
Непал не имел достаточных ресурсов для самостоятельной борьбы с притоком беженцев, вытекающим из закона о гражданстве. С помощью Организации Объединённых Наций в Непале создано семь лагерей беженцев, в которых 97 % жителей составляли лхоцампа из Бутана. Конфликт возник между двумя странами, когда правительство Бутана не признало ответственности за сложившуюся ситуацию, заявив, что все эти люди являются гражданами Непала. Правительства США и Канады предоставили военную помощь Бутану.
В 2003 году достигнуто соглашение между Бутаном и Непалом, позволяющее бутанским беженцам, все ещё находящимся в Непале, возвращаться домой с полными правами гражданства.

## Положения Закона об иммиграции 2007 года
Закон об иммиграции 2007 года внёс изменения и дополнения в Закон о гражданстве 1985 года. Он принят парламентом 5 января 2007 года и вступил в силу 20 февраля 2007 года. Учреждён Департамент иммиграции при Министерстве внутренних дел и по делам культуры для осуществления и управления своими положениями через иммиграционные службы. Сотрудники иммиграционной службы Департамента иммиграции были наделены полномочиями полиции и прокуратуры. Иммиграционным сотрудникам были также делегированы иммиграционные и таможенные полномочия: им предоставлено право входить в любые частные или официальные помещения для обыска, ареста, захвата, задержания, допроса или требования конфискации любых транспортных средств, поездов, судов, самолётов или товаров в соответствии с законодательством.
Наряду с сотрудниками иммиграционной службы Королевскому суду специально предоставлены полномочия по обеспечению соблюдения этого закона. Нормативно-правовые и нормативные полномочия возложены на Министерство внутренних дел и по делам культуры в отношении любого вопроса с целью реализации положений Закона.

## Иммиграционные категории
Закон 2007 года делит иностранцев на две категории: иммигранты и неиммигранты. Иммигранты, в свою очередь, делятся на пять категорий: женщины, состоящие в браке с бутанскими мужчинами и имеющие Специальное Разрешение На Жительство; дети бутанских женщин, состоящих в браке с иностранцами, которые имеют Специальное Разрешение На Жительство; лица, состоящие в браке с гражданином Бутана или с детьми такого происхождения, которые имеют иммиграционную карту; обладатели гринкарт или карточек беженцев; и держатели карт трейдеров.
Первые две категории иммигрантов, которые имеют Специальное Разрешение На Жительство, могут свободно передвигаться и проживать в Бутане. Владельцам Грин-карты или карты беженца разрешается оставаться до тех пор, пока это не будет решено Правительством, но они также могут свободно перемещаться в пределах Бутана. Лицам, имеющим Иммиграционную карту, периодически выдается разрешение на пребывание в соответствии с решением правительства, и они должны зарегистрировать свое место жительства и получить разрешение на поездку за пределы указанных районов. Владельцам карт Трейдера разрешено оставаться и вести бизнес в определённых коммерческих центрах, и они должны получить разрешение на проезд за пределы своего назначенного места жительства.
Трудовые визы не могут быть выданы иммигранту до тех пор, пока консульское должностное лицо не получит определение, принятое Министерством внутренних дел.
У неиммигрантов нет намерения иммигрировать, и поэтому они могут оставаться в Бутане не более трех лет. Как правило, для неиммигрантов разрешены два типа рабочих виз: визы для «высококвалифицированных, профессиональных и технических экспертов» и визы для «квалифицированных и технических работников». Иностранный неквалифицированный труд запрещен законом.
Департамент ведет учёт каждого иммигранта и не иммигранта в Бутане.

## Приемлемость
Требования приемлемости изложены в зависимости от типа иностранца. Посетители, студенты, квалифицированные рабочие, сотрудники иностранных авиакомпаний и бизнесмены предъявляют различные требования к приемлемости. Чаще всего эти различия заключаются в продолжительности, намерении (не) работать и намерении (не) иммигрировать.
Для всех иностранцев, регистрация необходима для поддержания статуса. Эти записи являются конфиденциальными.

## Визы
Закон 2007 года также предусматривает четыре категории виз: дипломатические визы, официальные визы, обычные / туристические визы и бесплатные визы. Визы могут разрешать однократный, двойной, тройной или многократный въезд в Бутан. Визовые сборы также разрешены.
Дипломатические визы предназначены для послов, высокопоставленных представителей правительства, королевской семьи и представителей международных организаций. Официальные визы предназначены для других официальных гостей и специалистов, работающих на международном уровне, в том числе деловых гостей, желающих посетить финансируемые правительством симпозиумы и конференции. Обычные визы предназначены для туристов, частных посетителей, бизнесменов, журналистов, консультантов и других квалифицированных специалистов.
Категории бесплатных виз не описаны в Законе. Другие категории виз, упомянутых, но не перечисленных, включают деловые, транзитные и студенческие визы.
Дипломатические, официальные и бесплатные визы действительны в течение максимум девяноста дней после въезда; обычные визы действительны в течение тридцати дней после въезда. Туристические визы допускаются максимум на девяносто дней. Иностранным рабочим выдаются визы со сроком действия в зависимости от условий их назначения. Деловые визы выдаются на один год и более с несколькими заявками. Студенческие визы выдаются на срок академического курса или на пять лет, в зависимости от писем, поступающих из академического учреждения, признанного правительством. Транзитные визы выдаются максимум на сорок восемь часов только с возможностью однократного въезда.
Продление визы может быть предоставлено только на основании болезни в исключительном случае, но не более 15 дней за один раз. Тем не менее, продление невозможно для тех, кто не может зарегистрироваться должным образом.

## Инспекция, задержание и выселение
Закон 2007 года предусматривает проверку всех иностранцев, желающих въехать в Бутан. Он также предусматривает выборочную проверку в общественных местах и «регулярные полевые проверки во всех жилых, коммерческих, частных и официальных помещениях с целью выявления незаконных иммигрантов и несанкционированных иностранных работников». Во время проверки разрешение на въезд может быть приостановлено.
Закон 2007 года также обеспечивает основные и процедурные рамки для задержания и высылки иностранцев из Бутана. По разумной и достаточной причине Департамент может отменить или отозвать разрешение на присутствие. Бремя доказывания права на прием или пребывание в Бутане ложится на заявителя. Процедура выдворения для тех, кто незаконно въезжает или остается незаконно, начинается с уведомления Департамента. Иностранцам разрешается добровольно выезжать в течение пятнадцати дней, если они установят, что они не были причастны к какой-либо преступной деятельности. Те, кто нарушил закон, подлежат задержанию на время процедуры высылки. Расходы на выселение должны нести стороны, которые ввозят иностранцев в Бутан. Иммиграционные преступления Закон 2007 года предусматривает уголовную ответственность за отказ в регистрации, обман и препятствование иммиграционным властям. Закон также предусматривает уголовное наказание за наём, перевозку, укрытие или предоставление нелегальным или недопустимым иммигрантам ненадлежащих документов. Ложное представление себя в качестве бутанца для получения пособий является проступком, равно как и искажение информации о получении визы и сокрытие присутствия посторонних лиц.
Закон предусматривает строгую ответственность для тех, кто ввозит в Бутан неуполномоченных иностранцев, несмотря на то, что они могли проявлять должную осмотрительность. Однако сознательно или преднамеренно это является преступлением четвёртой степени, наряду с перевозкой иностранцев в Бутане и подделкой проездных документов. Создание фальшивых записей о поездках, а также фальсификация разрешений являются преступлениями третьей степени. Штрафы назначаются в соответствии с Уголовным кодексом, а также с положениями, предусмотренными в нём и Законом 2007 года.

## Другие разделы
Закон 2007 года устанавливает обязательства для бутанских агентств и частных лиц, а также для иностранцев. Отельеры, туроператоры, подрядчики, работодатели иностранных работников и другие лица обязаны «сознательно соблюдать и применять положения» Закона. Все работодатели и управляющие отелями агентств, а также бутанцы, ведущие бизнес с иностранцами, обязаны утвердить документы, которые должны быть предоставлены сотрудникам иммиграционной службы по запросу для периодической проверки.
Иностранцы должны соблюдать законы Бутана и уважать социальные нормы, традиции, обычаи, культуру и религию Бутана. Они имеют право на защиту в соответствии с законами Бутана.
В 2016 году граждане Бутана имели безвизовый режим или визу по прибытии в 51 страну и территорию, что делает паспорт Бутана 86-м в мире в соответствии с Индексом визовых ограничений.